# کالادژوخ (داغستان)
کالادژوخ (به لاتین: Kaladzhukh) یک منطقهٔ مسکونی در روسیه است که در شهرستان دوکوزپارینسکی واقع شده‌است.